# Budapesti Napló

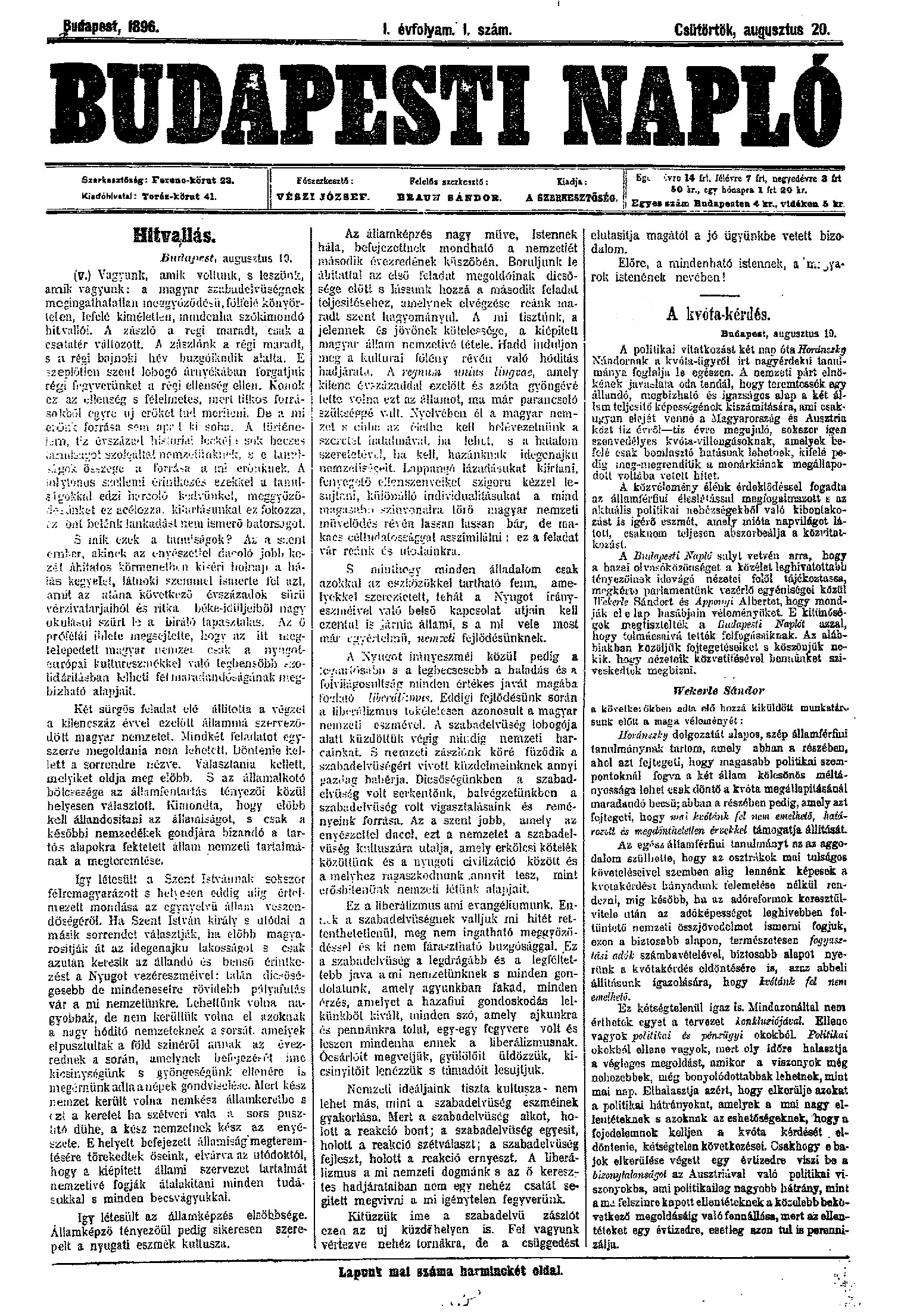
A Budapesti Napló első évfolyamának első száma, 1896. augusztus 20.

A Budapesti Napló 1896-tól 1918-ig megjelent magyar időszaki lap, a liberális értelmiség újságja volt.

## Története
Vészi József 1896-ban 18 munkatársával együtt kilépett a Pesti Napló szerkesztőségéből és Budapesti Napló címen új lapot indított. Főszerkesztőként ő jegyezte a lapot, a felelős szerkesztő Braun Izidor lett és maradt 1905-ig. A 18 munkatárs között volt két neves prózaíró: Papp Dániel és Thury Zoltán; valamint a modern hazai képzőművészet egyik jeles úttörője, a fiatal Lyka Károly is. Ő 1901 végéig maradt a lapnál, utána az 1902. újévkor indult Művészet című folyóiratot szerkesztette.
A Budapesti Napló népszerűségét friss stílusának és számos fiatal munkatársának köszönhette. 1898 végén lépett a belső munkatársak közé az akkor induló, csupán húszéves Molnár Ferenc, akinek kivételes tehetségét Vészi József rögtön megérezte. Vészi József érdeme, hogy lapjában az induló Ady Endrének teret és helyet adott: a költő 1905 elejétől dolgozott a Budapesti Naplóba és végleg csak 1908-ban hagyta el, amikor a Nyugat megindult. 1906 nyarától a huszonegy éves Kosztolányi Dezső is belső munkatársként dolgozott.
Kabos Ede 1899-ben csatlakozott a laphoz. 1905-ben Vészi József országgyűlési képviselő és a sajtóiroda vezetője lett, ezért lemondott itteni posztjáról, de név nélkül továbbra is gyakran írt vezércikkeket; helyette 1905 végétől két évig Kabos Ede volt a főszerkesztő; 1907 végén megvált a laptól. 1906-1907-ben Szabad Gondolat címmel kétoldalas tudományos melléklete is megjelent a lapnak, szerkesztette dr. Madzsar József.
1907 fordulópontot jelentett: a lapot Pályi Ede vette át és egyesítette korábbi saját lapjával, a Magyar Szóval. A híres munkatársak elhagyták a lapot, amelynek színvonala ezután erősen visszaesett. Ennek ellenére végleg csak 1918 júliusában szűnt meg.

## Ismert munkatársai
- Ady Endre egyéves párizsi útja után csatlakozott a laphoz, mely mintegy 500 írását jelentette meg.
- Bíró Lajos
- Kosztolányi Dezső
- Braun Sándor
- Kabos Ede
- Molnár Ferenc
- Papp Dániel